# Zamjatin
Zamjatin [zamjátin] ima več pomenov.

## Osebnosti
Priimek več osebnosti (rusko Замя́тин, angleško Zamyatin).
- Aleksander Zamjatin

- Aleksander Aleksandrovič Zamjatin, ruski filmski režiser in scenarist
- Aleksander Nikolajevič Zamjatin

- Aleksander Nikolajevič Zamjatin (1879 – 1918), ruski geolog
- Aleksander Nikolajevič Zamjatin, ruski športnik in pedagog

- Jevgenij Ivanovič Zamjatin (1884 – 1937), ruski pisatelj